# Prosia, Argeș
Prosia este un sat în comuna Mușătești din județul Argeș, Muntenia, România.